# Léon Vaillant

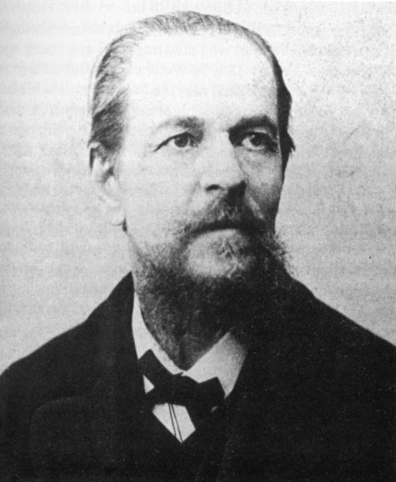
Léon Vaillant

Léon Louis Vaillant (* 11. November 1834 in Paris; † 24. November 1914 in Paris) war ein französischer Mediziner und Zoologe. Er ist durch seine Arbeiten in den Gebieten der Malakologie, Herpetologie und Ichthyologie am bekanntesten.

## Leben
Er war der Sohn des Admirals Auguste-Nicolas Vaillant (1793–1858), welcher an der Weltumsegelung 1836 bis 1837 mit La Bonite teilnahm. L.L. Vaillant studierte zunächst Medizin und dann Zoologie in Paris. Im Jahre 1861 erhielt er seinen docteur de médecine (Doktortitel der Medizin), setzte dann aber seine zoologischen Forschungen unter der Leitung von Henri Milne Edwards (1800–1885) fort. Der Titel seiner Dissertation lautete: De la fécondation dans les cryptogames (frei übersetzt: Über die Befruchtung der Kryptogamen).
Er promovierte 1865 noch in den Naturwissenschaften.
Mit Ausnahme von vier kurzen Abhandlungen über die Anatomie der Amphibien (1862–1863), handelten alle seiner Publikationen vor 1872 von wirbellosen Tieren. Denn zu Beginn seiner zoologischen Forschungen arbeitete er an Wirbellosen (Invertebrata).
Nach dem Tode von Auguste Duméril (1812–1870), der eine Professur für Reptilien und Fische innehielt, übernimmt er den unbesetzten Lehrstuhl für Herpetologie und Ichthyologie am Museum für Naturgeschichte. Auch Émile Blanchard (1819–1900) bewarb sich um diese Professur und übernahm diese Position auch vorübergehend, aber schließlich wählte man 1875 doch L.L. Vaillant.
Er war nun verantwortlich für die bis dahin weltgrößte Sammlung von Reptilien und Fischen, die seine berühmten Vorgänger Bernard Germain Étienne Médard de La Ville-sur-Illon, comte de La Cépède (1756–1825) und A. Dumérils aufgebaut hatten. Doch schon bald befand sich diese wichtige Sammlung in Gefahr. Wegen des Deutsch-Französischen Krieges von 1870–1871 und der Belagerung von Paris im Frühjahr 1871. Viele der Sammlungsstücke mussten evakuiert und später im Muséum national d’histoire naturelle reinstallatiert werden – L.L. Vaillant beaufsichtigte dieses Maßnahmen. Kaum das sie vollendet waren, erkannte man, dass die Anzahl der Sammlungsstücke aus ihren bisherigen Unterkünften herausgewachsen waren und neue Räumlichkeiten notwendig wurden.
Es entstanden neue Gebäude. Diese konnten im Jahre 1889 bezogen werden und L.L. Vaillant übernahm wieder die Planung und Aufsicht des Umzugs. Zusätzlich zu diesen administrativen Aufgaben, war er für die Reptilien Menagerie und das Aquarium verantwortlich.
Trotz dieser vielen Aufgaben, führte L.L. Vaillant seine Forschungen, jetzt über Reptilien und Fische, fort und erhielt dafür viele Auszeichnungen.
Er nahm 1880, 1881 und 1882 an den französischen Forschungsreisen zur See mit den Schiffen Travailleur und 1883 mit der Talisman teil.
Insgesamt veröffentlichte er circa 260 Titel. Seine aufwendigste Arbeit in der Herpetologie – sie war gemeinsam mit Guillaume Grandidier (1873–1957) verfasst worden – war der Band über die Schildkröten und Krokodile (1910) in der Histoire Physique, Naturelle et Politique de Madagascar, mit exzellent gestalteten Farbtafeln. Mit Marie Firmin Bocourt (1819–1904) schrieb er 1883 die Etudes sur les poissons.
Er war im Jahr 1895 Vorsitzender der Société zoologique de France.

## Nach Vaillant benannte Taxa
- Oreocryptophis porphyracea vaillanti Sauvage, 1876
- Chioninia vaillantii Boulenger, 1887
- Liophidium vaillanti Mocquard, 1901
- Micrelaps vaillanti Mocquard, 1888

## Werke
- L. Vaillant: De la fécondation dans les cryptogames. F. Savy, Paris 1863. Université de Paris. Faculté de médecine. OCLC-Nummer: 23624440
- L. Vaillant, A. Grandidier: Description d'une espéce nouvelle de Chamaeleon de Madagascar. Bull. Soc. philom., Paris (7)11(7) (1880), S. 148–150.
- L. Vaillant: Reptiles et Batraciens. In: Révoil: Mission dans le pays Comalis, Faune et Flore. Faune et Flore des Pays Comalis, Afr. orient. 1882, S. 10
- L. Vaillant: Note sur une collection de Reptiles rapporté d'Assinie par M. Chaper. In: Bull. Soc. Philom. (7) viii (1884), S. 169, 170.
- L. Vaillant: Sur une Tortue terrestre d'espèce nouvelle, rapportée par M. Humblot au Muséum d'Histoire naturelle. Comptes Rendus Hebdomadaires des Séances de l'Academie des Sciences, Paris. 101(6) (1885), S. 440–441.
- L. Vaillant: Remarques complémentaires sur les tortues gigantesques de Madagascar. In: Comptes Rendus Hebd. Séanc. Adad. Sc. Paris. 100 (1885), S. 874–877.
- L. Vaillant: Matériaux pour servir & l’historie herpétologique des Iles Comores. In: Bulletin de la Société Philomathique de Paris. 11 (1887), S. 131–136.
- L. Vaillant: Contribution à l'Etude des émydosaurians. In: Catalogue raisonné des jacaretinga et alligator de la collection du museum. Nouv. Arch. Mus. Hist. Nat. Paris. (3) 10 (1898), S. 143–212.
- L. Vaillant: Essai sur le système pileux dans l'espèce humaine. 1861.
- L. Vaillant: Histoire naturelle des annelés marins et d'eau douce, 1889–1890, Collection des Suites à Buffon
- L. Vaillant: Les tortues éteintes de l'île Rodriguez d'après les pièces conservées dans les galeries du Muséum. 1893.
- L. Vaillant: Rapport sur les poissons, crustacés et mollusques. 1880.
- L. Vaillant:  Observations sur la constitution géologique de quelques terrains aux environs de Suez. 1865.
- L. Vaillant: Note sur quelques objets océaniens empruntés au test de différents mollusques. 1868.
- M.F. Bocourt, L. Vaillant: Etudes sur les poissons. 1883.